# Мьянманско-филиппинские отношения
Мьянма и Филиппины являются членами Ассоциации государств Юго-Восточной Азии (АСЕАН). Официальные двусторонние и дипломатические отношения двух стран установлены в сентябре 1956 года. У Мьянмы есть посольство в Маниле, а Филиппины имеют посольство в Янгоне.

## Двусторонние отношения
Филиппины были одной из азиатских стран, наиболее критически относившихся к военной хунте Мьянмы до её продвижения к демократии в 2011 году из-за аналогичного опыта двух стран, управляемых военными хунтами Не Вина и Фердинанда Маркоса.
Мьянма и Филиппины укрепляют свои связи, особенно в сфере бизнеса и экономики. Вице-президент Джеджомар Бинэй и президент Мьянмы Тейн Сейн встретились на торжественном саммите АСЕАН-Индия, состоявшемся в 2012 году в Нью-Дели. Филиппины согласились помочь в развитии сельскохозяйственного сектора Мьянмы за счёт внедрения рисовых и банановых технологий. В 2012 году Мьянма готова получить реальные торговые выгоды от соседних стран и Филиппин. Министр иностранных дел Филиппин Альберт дель Росарио встретился с министром иностранных дел Мьянмы Вунна Маун Лвин в Нейпьидо. Визит дель Росарио сблизил отношения двух стран. Филиппины теперь поддерживают отмену западных санкций против Мьянмы.

## Кризис рохинджа
Что касается кризиса рохинджа, Филиппины были открыты для приёма беженцев рохинджа из Мьянмы. Администрации президентов Филиппин Бенигно Акино III и Родриго Дутерте обещали оказать поддержку в приёме беженцев, причём последний предложил предоставлять рохинджа филиппинское гражданство.
В 2018 году Мьянма раскритиковала то, что Дутерте охарактеризовал ситуацию как геноцид, в то время как в ответ Филиппины принесли извинения лидеру Мьянмы Аунг Сан Су Чжи и заявили, что это относительное замечание имеет решающее значение для европейских стран, критикующих ситуацию с правами человека без оказания помощи Мьянме. Ранее в январе 2018 года Дутерте посоветовал лидеру Мьянмы игнорировать критику в отношении ситуации с правами человека в её стране. Совместная японско-филиппинская группа бывших дипломатов также была сформирована для расследования предполагаемых нарушений прав человека в связи с кризисом.
При администрации Дутерте Филиппины проголосовали против резолюции Генеральной Ассамблеи Организации Объединённых Наций 2017 года, осуждающей ситуацию с правами человека в Мьянме, и резолюции Совета ООН по правам человека 2018 года, которая продлила мандат международной группы ООН по установлению фактов, расследующей предполагаемое нарушение прав человека в Мьянме.

## Другое
Министр иностранных дел Филиппин Альберт дель Росарио призвал Мьянму разработать дорожную карту демократии, которая, по его словам, имеет решающее значение. Дель Росарио передал министру иностранных дел Мьянмы Луину призыв освободить более 2000 политических заключённых.